# Carum lacuum
Carum lacuum är en flockblommig växtart som beskrevs av Marie Louis Emberger. Carum lacuum ingår i släktet kumminsläktet, och familjen flockblommiga växter. Inga underarter finns listade i Catalogue of Life.